# Халл, Корделл
Корделл Халл (англ. Cordell Hull; 2 октября 1871, Олимпус, Теннесси — 23 июля 1955, Вашингтон) — американский государственный деятель. Занимал пост государственного секретаря 11 лет (1933—1944), дольше чем кто-либо другой. Лауреат Нобелевской премии мира.

## Ранние годы
Родился близ Бирдстона (штат Теннесси), третьим из пяти сыновей фермера Уильяма Халла и Элизабет Райли. В раннем возрасте проявил активность в политической жизни — стал «юным демократом», участвовал в политических мероприятиях и дебатах, а в 19 лет его избрали председателем Демпартии округа Клей.
В 1891 году получил юридическую степень в Камберлендском университете, окончив 10-месячный курс за 5 месяцев. В 1893 году был избран в палату представителей штата Теннесси.
Во время Испано-американской войны 1899 года служил на Кубе капитаном теннессийской пехоты.
В 1906 году был избран в Конгресс США, где заседал до 1920 года. Был автором законов о подоходном налоге и о налоге на наследство. После поражения на выборах 1920 года был председателем Демократического национального комитета (комитет, управляющий Демократической партией США).
В 1923 году был снова избран в Конгресс, сохранял этот пост до 1930 года. В 1931 году избран в Сенат США.

## Во главе американской дипломатии
В 1933 году назначен Государственным секретарём США президентом Рузвельтом. Возглавлял американскую делегацию на экономической и финансовой конференции в Лондоне в июле 1933 года. Пробыл на этом посту дольше всех своих предшественников и преемников. Как государственный секретарь Халл полностью соответствовал рузвельтовскому представлению о роли формального руководителя внешней политикой страны, то есть был способным и точным исполнителем президентских инициатив, верным соратником президента, никогда не позволявшим себе расходиться с ним во взглядах и подходах к решению стоящих перед США внешнеполитических задач.

### Установление дипломатических отношений с СССР
В сентябре 1933 года рекомендовал президенту Рузвельту признать СССР и установить с ним «дружественные и взаимовыгодные отношения». Нарком иностранных дел Максим Максимович Литвинов произвел во время визита в США большое впечатление на Халла своей эрудицией и изысканными манерами, а кроме того, пообещал сдержать активность Коминтерна и предоставить американцам в СССР право на религиозные службы. Это помогло пренебречь «различиями между экономической и социальной структурой Соединенных Штатов и России», в том числе существованием государственной монополии на внешнюю торговлю в СССР. Установленные отношения с тех пор не прерывались и до Второй мировой войны ничем не были омрачены. Единственный раз «моральное эмбарго» было объявлено после начала «Зимней войны» с Финляндией и касалось поставок самолётов в СССР. Оно было тихо отменено в 1941 году, до нападения Германии на СССР.

### Внешнеполитический курс до войны
Много усилий Халл посвятил установлению добрососедских отношений с латиноамериканскими странами и вообще был приверженцем доминирования США на «Полушарии» — американском континенте, в соответствии с доктриной Монро. Он придерживался нейтралитета США по отношению к событиям в Европе и Азии, чем объясняется его позиция в отношении нацистской Германии. Так, в 1937 году Халл извинился перед правительством Германии за антифашиста Фиорелло Ла Гардиа, который был мэром Нью-Йорка и получил от гитлеровцев прозвище «еврейский хулиган».
В следующем году Халл убедил президента отказаться от приема в США парохода «Сент-Луис», на котором прибыли 936 еврейских беженцев из Европы. Корабль вернулся обратно, и большинство его пассажиров погибли в Холокосте.

### Первый этап войны: нейтралитет
Информация о готовящемся советском вторжении в западную Украину и Белоруссию после вторжения германских войск в Польшу пришла в США 7 сентября, когда посол Буллитт телеграфировал президенту Рузвельту из Парижа, что министерство иностранных дел Франции предупредило его о предстоящем продвижении Красной Армии на запад, к линии Керзона, в соответствии с советско-германской договорённостью. 17 сентября, когда правительство Польши покинуло свою страну и она перестала существовать как государство, посол Штейнгардт переслал из Москвы ноту Молотова о том, что «советские войска войдут в Восточную Польшу для защиты жизни и имущества Западной Украины и Западной Белоруссии». Действия СССР были объяснены в Вашингтоне желанием «сдержать легионы Гитлера от продвижения слишком близко к России».
«Хотя вторжение России в Польшу могло рассматриваться как акт войны, мы не хотели ставить её на ту же воинственную основу, что и Германию, поскольку не хотели толкать её далее в руки Гитлера. Мы чувствовали, что Россия и Германия не станут полными союзниками и что Гитлер не отбросил свои амбиции в отношении России». Корделл Халл, «Воспоминания»
В патовой ситуации, возникшей после распада Польши, провалились попытки создать блок западных стран, возложенные на заместителя госсекретаря Сэмнера Уэллеса. Курсируя по маршруту Берлин — Рим — Лондон — Париж, он не только не достиг успеха, но и наблюдал появление новых очагов военных действий.
9 октября 1939 года «малый линкор» Deutschland захватил американский транспорт «City of Flint», который с немецкой призовой командой сначала попытался зайти в норвежский Тромсё, а получив отказ, отправился в Мурманск, откуда его попытались вызволить американцы. Однако власти СССР пошли только на то, чтобы принять в порту капитана City of Flint Джозефа А.Гайнарда, обеспечив ему контакт с посольством США. «Для нас было очевидным, что для нашего давления на Москву противовесом является давление Германии и что преобладающим желанием Сталина в тот момент было сохранять дружеские условия с Гитлером», — так Халл объяснил «недостаток сотрудничества, ожидавшегося от Советского правительства» в этой ситуации. При помощи Королевского флота и правительства Норвегии City of Flint был освобожден и вернулся под командование капитана Гайнарда, перевезённого из СССР в Норвегию.
28 ноября 1939 года Корделл Халл сделал последнюю безуспешную попытку предотвратить военный конфликт СССР и Финляндии. СССР был исключён из Лиги Наций, однако никаких действенных мер помощи Финляндии США не оказали.

### США в «Большой тройке»
С началом Второй мировой войны Рузвельт стал заниматься европейскими делами лично, поручив Халлу тихоокеанскую проблему. Халл вёл переговоры с Японией и Китаем; автор Ноты Халла.
С февраля 1942 года возглавлял совещательный комитет по вопросам послевоенной политики, в который входили как демократы, так и республиканцы. 18 октября 1943 года участвовал в Московской конференции с министром иностранных дел Великобритании Энтони Иденом и наркомом иностранных дел СССР Вячеславом Молотовым, на которой были зафиксированы западные границы СССР на 22 июня 1941 года — в том числе принадлежность Прибалтики.

## Роль в создании ООН
В 1944 году ушёл с поста госсекретаря в связи с ухудшением здоровья. После своей отставки возглавил американскую делегацию на учредительной конференции ООН в Сан-Франциско в 1945 году. За это он удостоился Нобелевской премии мира в 1945 году.
В 1948 году выпустил мемуары в двух томах (The Memoirs of Cordell Hull), в которых описал события своей жизни и выразил мнения о политических деятелях своей эпохи, назвав, в частности, Иосифа Сталина «замечательной личностью, одним из великих государственных деятелей и лидеров XX века».
Умер в 1955 году.

## Киновоплощение
- 1943 — «Миссия в Москве» — Чарльз Троубридж[англ.]

## Галерея
- Халл с китайским послом
- Халл с представителями Японии